# دهستان حسینیه
دهستان حسینیه نام دهستانی در بخش الوار گرمسیری شهرستان اندیمشک، استان خوزستان در ایران است. براساس سرشماری مرکز آمار ایران در سال ۱۳۸۵، جمعیت آن ۵۱۲۰ نفر (۱۰۴۰ خانوار) بوده‌است. این دهستان از دو بخش حسینه‌ای بالایی و بخش پایئینی آن به عنوان دختر برجی تشکیل شده است.

## تاریخچه
این منطقه از مناطق عرب نشین خوزستان بوده است. که پس از تبعید رضا خان لر‌های طوایف بیرانوند به این منطقه بازگشتند. و عرب‌های این منطقه را تا به سمت عراق وادار به عقب نشینی کردند. اکثریت کنونی این منطقه طایفه بیرانوند و طایفه قلاوند هستند. اولین ساکنان پس از کوچ لر ها به این منطقه تیره‌های ضیدعلی بوده اند. 

## مردم شناسی
این روستا از طوایف لر کوچک و سادات کوچ کرده در این منطقه تشکیل شده اند.